# Mohsen Labidi
Mohsen Labidi (Ciudad de Túnez, protectorado francés de Túnez, 15 de enero de 1954) es un exfutbolista de Túnez que jugaba en la posición de defensa.

## Carrera

### Club
| Periodo   | Club             |
| --------- | ---------------- |
| 1973-1979 | Stade Tunisien   |
| 1979-1982 | Al-Ahli Saudi FC |
| 1982-1988 | Stade Tunisien   |

### Selección nacional
Jugó para Túnez en 52 ocasiones de 1974 a 1983, participó en la Copa Mundial de Fútbol de 1978, los Juegos Mediterráneos de 1975 y la Copa Africana de Naciones 1978.

## Logros

### Club
- Copa del Rey de Campeones (1): 1979

### Individual
- Comendador de Túnez en 2012.[2]